# 汐見直行
汐見 直行（しおみ なおゆき、1945年10月5日 - 2008年6月20日）は、日本の俳優、福井県出身。

## 人物
劇団手織座所属の舞台俳優として舞台を中心に活躍した。また、テレビドラマにも数多く出演していた。
2008年6月20日、長年の知人だった児童文学作家の吉田定一に殴られ死去。

## 出演

### テレビドラマ
- 赤い迷路（1974年、大映テレビ / TBS） [2]
- 太陽にほえろ　第186回　「復讐」（1976年）
- 特別機動捜査隊　第751回　「金貸し一代」（1976年）
- 破れ傘刀舟 悪人狩り　第83回　「黒の追跡」（1976年）
- 大江戸捜査網　第113回「哀しみの子連れ唄」（1976年）
- 俺たちの朝
- Gメン'75
  - 第75話「刑事を捨てた刑事」（1976年）−有村実に恐喝された男
  - 第77回「指の無いタクシー運転手」（1976年）
- 花神
- 江戸の旋風III
- 光る崖
- 魂の試される時
- 七人の刑事
- 雲霧仁左衛門
- 獅子の時代
- 新江戸の旋風
- 御宿かわせみ
- ザ・ハングマン
- 女商一代 やらいでか！
- 峠の群像
- 女捜査官
- 流れる星は生きている
- Gメン'82　第17話「サヨナラＧメン'82」−山根（1983年）
- どっきり天馬先生
- 花さくらんぼ
- 女の銃
- 殺人捜査
- かりん
- 徳川慶喜
- 不倫の果て